# Premio Nacional de Periodismo (Chile)
El Premio Nacional de Periodismo de Chile, parte de los Premios Nacionales de Chile, ha sido entregado desde 1954. Fue creado mediante la ley 11479 de 1953; se otorgaba cada año hasta que la ley 17595 de 1972 lo convirtió en un premio bienal.
Entre 1954 y 1963, se otorgó en las siguientes menciones: redacción, crónica y fotografía; en 1964 se agregó la mención de dibujo. Entre 1975 y 1993, se hizo mención de la categoría del galardonado.
Otro premios importantes en el mismo rubro, otorgados por particulares, son el Premio Lenka Franulic (1963), el Premio Embotelladora Andina (1979) y el Premio Carmen Puelma (1994).

## Lista de galardonados

### 1954-1972
| Año  | Redacción                | Crónica                      | Fotografía                | Dibujo                     |
| ---- | ------------------------ | ---------------------------- | ------------------------- | -------------------------- |
| 1954 | Rafael Maluenda          | Luis Hernández Parker        | Roberto Aspee             | —                          |
| 1955 | Joaquín Lepeley          | Hugo Silva                   | Emiliano Rubio            | —                          |
| 1956 | Luis Silva Silva         | Tito Mundt                   | José Valladares           | —                          |
| 1957 | René Silva Espejo        | Lenka Franulic               | Eliodoro Torrente         | —                          |
| 1958 | Alex Varela              | Armando Lazcano              | Fernando Valenzuela Núñez | —                          |
| 1959 | Joaquín Edwards Bello    | Carlos Anfruns               | Hernán Bernales           | —                          |
| 1960 | Avelino Urzúa            | Victoriano Reyes Covarrubias | Luis González Núñez       | —                          |
| 1961 | Alfonso Lagos Villar     | José Monasterio              | Félix Rubio               | —                          |
| 1962 | Daniel de la Vega        | Manuel Gandarillas           | Arturo León               | —                          |
| 1963 | Francisco Le Dantec      | Juan Rodolfo Marín           | Alberto Núñez             | —                          |
| 1964 | Raúl Morales             | Carlos Santander             | José Fernández            | Jorge Délano (Coke)        |
| 1965 | Ricardo Boizard          | Alfredo Pacheco Barrera      | Rolando Gómez Smith       | Alfredo Adduard            |
| 1966 | Juan Emilio Pacull       | Eduardo Latorre              | Óscar Arriagada           | Luis Goyenechea (Lugoze)   |
| 1967 | Fernando Murillo Viaña   | Ewaldo Hohmann               | Enrique Aracena           | Osvaldo Salas Veas         |
| 1968 | Fernando Díaz            | Alfonso Meléndez             | José Jorquera Herrera     | Cayetano Gutiérrez (Zayde) |
| 1969 | Víctor Solar             | Julio Moreno Toledano        | Francisco De Silvestri    | Percy Eaglehurst (Percy)   |
| 1970 | Luis Enrique Délano      | Hernán Carmona Vial          | Lautaro Alvial Bensen     | Guillermo Pavez Reyes      |
| 1971 | Edgar Perramón Quilodrán | Moisés Escobar               | Guillermo Estay           | Oscar Camino               |
| 1972 | Emilio Filippi           | Hugo Goldsack Blanco         | Enrique Muñoz Armijo      | Enrique Meltcherts         |

### Galardonados desde 1975
- 1975 - Arturo Fontaine Aldunate (1921-2010) (Redacción)
- 1977 - Andrés Aburto Sotomayor (Crónica)
- 1979 - Miguel Rubio Feliz (1922-1980) (Fotografía)
- 1981 - Renzo Pecchenino (Lukas) (1934-1988) (Dibujo)
- 1983 - Luis Sánchez Latorre (1925-2007) (Crónica)
- 1985 - Hernán Millas (1921-2016) (Redacción)
- 1987 - Juan Enrique Lira Vergara (1927-2007) (Fotografía)
- 1989 - Cristián Zegers Ariztía (Redacción)
- 1991 - Raquel Correa Prats (1934-2012) (Redacción)
- 1993 - Pilar Vergara Tagle (Redacción)
- 1995 - Julio Martínez (1923-2008)
- 1997 - Patricia Verdugo (1947-2008)
- 1999 - Guillermo Blanco (1926-2010)
- 2001 - Tito Castillo (1917-2007)
- 2003 - Héctor Olave
- 2005 - Juan Pablo Cárdenas
- 2007 - Faride Zerán
- 2009 - María Olivia Mönckeberg
- 2011 - Sergio Campos Ulloa
- 2013 - Alipio Vera (1945-2023)
- 2015 - Abraham Santibáñez
- 2017 - Alberto Gato Gamboa (1921-2019)[3]
- 2019 - Mónica González Mujica[4]
- 2021 - Ascanio Cavallo[5]
- 2023 - Patricia Stambuk[6]